# 친구여 조용히 가다오
"친구여 조용히 가다오"는 1982년에 개봉한 대한민국의 영화이다.

## 캐스팅
- 신성일
- 원미경
- 이영하
- 독고성
- 장서희